# Mąkoszyn (województwo wielkopolskie)
Mąkoszyn – wieś sołecka w Polsce położona w województwie wielkopolskim, w powiecie konińskim, w gminie Wierzbinek
Wieś leży nad Notecią. Częściami integralnymi wsi są Janinów i Leszczyc.
W latach 1954–1968 wieś należała i była siedzibą władz gromady Mąkoszyn, po jej zniesieniu w gromadzie Bycz. W latach 1975–1998 miejscowość administracyjnie należała do województwa konińskiego. W roku 2009 Mąkoszyn wraz z miejscowościami Dębowiec i Sumin liczył 250 mieszkańców, w tym 128 kobiet i 122 mężczyzn.
Historycznie miejscowość leży na Kujawach. We wsi znajduje się kościół i parafia św. Jakuba Apostoła.

## Zabytki
W rejestrze zabytków ujęty jest mąkoszyński zespół kościoła parafialnego pw. Matki Boskiej Częstochowskiej, w skład którego wchodzi neogotycki kościół oraz szachulcowa plebania. Murowana, jednonawowa świątynia zbudowana została w latach 1916–1918 przez proboszcza ks. Wincentego Wrzalińskiego, według projektu Zdzisława Mączeńskiego. Na głównym ołtarzu znajdują się neobarokowe rzeźby aniołów i świętych.
W gminnej ewidencji zabytków ujęte są także: brama przy kościele M.B. Częstochowskiej z 1919 roku oraz cmentarz katolicki z początku XIX wieku.

## Gospodarka
W okolicach wsi występują gleby należące do kompleksu pszennego dobrego, kompleksu zbożowo-pastewnego mocnego. Na północ od wsi występuje nieeksploatowane złoże kruszyw mineralnych. Udokumentowane jest też złoże węgla brunatnego "Mąkoszyn Grochowiska", którego zasoby wynoszą 50,1 mln ton. Początek jego eksploatacji przewidziany został od roku 2018. 